# When I Get Home
«When I Get Home» es una composición de John Lennon (acreditada a Lennon/McCartney) grabada por el grupo británico The Beatles el 2 de junio de 1964, durante la última sesión para su álbum A Hard Day's Night. Su lanzamiento en Estados Unidos fue en el álbum Something New.
Influenciada un tanto por The Shirelles, «When I Get Home» es esencialmente una canción en el género del rock and roll, pero con sus progresiones de acordes inusuales (con cambio de clave de mayor a menor y vuelta a lo mismo) hace que lo sea hasta cierto punto. A Lennon le gustaba esta táctica en particular, y la utilizó en muchas de sus canciones de ese momento. 
Asimismo, típico de esta época era el salto a la voz en falsete de The Beatles.  

## Grabación
Después de completar en 11 tomas «When I Get Home», The Beatles terminaron por grabar otra canción de Lennon, «Any Time at All», en la que habían comenzado a trabajar previamente ese mismo día. También grabaron la canción de Paul McCartney «Things We Said Today» durante la misma sesión.
Se hizo una mezcla en mono el 4 de junio de 1964, aunque después se sustituyó al hacerse nuevas mezclas en mono y estéreo de la canción el día 22 de junio de ese año.

## Personal
- John Lennon - vocalista principal, guitarra rítmica (Rickenbacker 325c64).
- Paul McCartney - armonía vocal, bajo (Höfner 500/1 63´).
- George Harrison - armonía vocal, guitarra líder (Gretsch Country Gentleman).
- Ringo Starr - batería (Ludwig Super Classic).
- George Martin - piano (Steinway Vertegrand Upright Piano).

Personal por Ian MacDonald.